# Tour de Malopolska
El Tour de Malopolska (oficialmente: Tour of Malopolska; en polaco: Małopolski Wyścig Górski) es una carrera ciclista por etapas polaca que se disputa en la provincia de Voivodato de Pequeña Polonia; desde 2009 a mediados del mes de junio y desde 2012 a mediados de mayo.
Se creó en 1980 como carrera amateur. En los años 1992 y 1993 no se disputó. Desde 2003 comenzó a ser profesional dentro de la categoría 2.5 (última categoría del profesionalismo). Desde la creación de los Circuitos Continentales UCI forma parte del UCI Europe Tour, dentro de la categoría 2.2 (igualmente última categoría del profesionalismo). Pese a su subida al pprofesionalismo ha seguido siendo dominada por ciclistas polacos.
Llegó a tener hasta 12 etapas reduciéndose progresivamente el número de estas hasta las 3 actuales desde su cambio de fechas en 2009 (antes se disputaba a primeros de agosto).
Su organizador es el periódico Gazeta Krakowska.

## Palmarés
En amarillo: edición amateur.
| Año       | Ganador              | Segundo             | Tercero               |
| --------- | -------------------- | ------------------- | --------------------- |
| 1961      | Roman Chtiej         |                     |                       |
| 1962      | Antoni Pałka         |                     |                       |
| 1963      | Franciszek Surmiński |                     |                       |
| 1964      | Józef Dylik          |                     |                       |
| 1965      | Marian Forma         |                     |                       |
| 1966      | Czesław Polewiak     |                     |                       |
| 1967      | Henryk Woźniak       |                     |                       |
| 1968      | Marian Forma         |                     |                       |
| 1969      | Bogdan Langiewicz    |                     |                       |
| 1970      | Jan Baćkowski        |                     |                       |
| 1971      | Zbigniew Krzeszowiec |                     |                       |
| 1972      | Edward Barcik        |                     |                       |
| 1973      | Jerzy Rzepka         |                     |                       |
| 1974      | Ryszard Szurkowski   |                     |                       |
| 1975      | Janusz Kowalski      |                     |                       |
| 1976      | Stanisław Szozda     |                     |                       |
| 1977      | Ryszard Szurkowski   |                     |                       |
| 1978      | Tadeusz Mytnik       |                     |                       |
| 1979      | Krzysztof Sujka      |                     |                       |
| 1980      | Roman Cieslak        |                     |                       |
| 1981      | Czesław Lang         |                     |                       |
| 1982      | Jan Muzyka           |                     |                       |
| 1983      | Roman Cieslak        |                     |                       |
| 1984      | Tadeusz Krawczyk     |                     |                       |
| 1985      | Zbigniew Albin       |                     |                       |
| 1986      | Pawel Bartkowiak     |                     |                       |
| 1987      | Andrzej Sypytkowski  |                     |                       |
| 1988      | Zdislaw Krudysz      |                     |                       |
| 1989      | Zbigniew Piątek      |                     |                       |
| 1990      | Andrzej Makowski     |                     |                       |
| 1991      | Jacek Bodyk          |                     |                       |
| 1992-1993 | No se disputó        | No se disputó       | No se disputó         |
| 1994      | Piotr Przydział      |                     |                       |
| 1995      | Tomasz Brożyna       |                     |                       |
| 1996      | Andrzej Mierzejewski |                     |                       |
| 1997      | Dainis Ozols         |                     |                       |
| 1998      | Zbigniew Piątek      |                     |                       |
| 1999      | Tomasz Brożyna       |                     |                       |
| 2000      | Gregorz Rosolinski   |                     |                       |
| 2001      | Zbigniew Piątek      | Alexei Nakazny      | Piotr Przydział       |
| 2002      | Radosław Romanik     |                     |                       |
| 2003      | Cezary Zamana        | Bartosz Huzarski    | Radosław Romanik      |
| 2004      | Ondrej Fadrny        | Sebastian Skiba     | Robert Radosz         |
| 2005      | Cezary Zamana        | Bartosz Huzarski    | Radosław Romanik      |
| 2006      | Marek Rutkiewicz     | Marek Maciejewski   | Marcin Sapa           |
| 2007      | Mateusz Komar        | Radoslav Romanik    | Dawid Krupa           |
| 2008      | Marcin Sapa          | Mariusz Witecki     | Sergey Firsanov       |
| 2009      | Artur Detko          | Jacek Morajko       | Mateusz Mróz          |
| 2010      | Jacek Morajko        | Alessandro Bertuola | Mateusz Taciak        |
| 2011      | Tomasz Marczynski    | Marek Rutkiewicz    | Łukasz Bodnar         |
| 2012      | Marek Rutkiewicz     | Paweł Cieślik       | Mariusz Witecki       |
| 2013      | Łukasz Bodnar        | Paweł Cieślik       | Jiri Hudecek          |
| 2014      | Maximilian Werda     | Paweł Bernas        | Paweł Cieślik         |
| 2015      | Marko Kump           | Vitaliy Buts        | Martin Herbæk Grøn    |
| 2016      | Mateusz Taciak       | Andrii Bratashchuk  | Domen Novak           |
| 2017      | Maciej Paterski      | Paweł Bernas        | Jonas Gregaard Wilsly |
| 2018      | Amaro Antunes        | Paweł Cieślik       | Anatoliy Budyak       |
| 2019      | Adam Stachowiak      | Anatoliy Budyak     | Andrea Di Renzo       |
| 2020      | Vojtěch Řepa         | Torstein Træen      | Piotr Brożyna         |
| 2021      | Michal Schlegel      | Paweł Cieślik       | Anatoliy Budyak       |
| 2022      | Jonas Rapp           | Rainer Kepplinger   | Jakub Otruba          |
| 2023      | Márton Dina          | Marcin Budzinski    | Adam Ťoupalík         |
| 2024      | Riccardo Zoidl       | Márton Dina         | Jonas Rapp            |
| 2025      | Alexander Konychev   | Kasper Borremans    | Tomáš Přidal          |

## Palmarés por países
| País            | Victorias |
| --------------- | --------- |
| Polonia         | 35        |
| República Checa | 3         |
| Alemania        | 2         |
| Letonia         | 1         |
| Eslovenia       | 1         |
| Portugal        | 1         |
| Hungría         | 1         |
| Austria         | 1         |
| Italia          | 1         |